# Aspidoscelis laredoensis
Cnemidophorus laredoensis là một loài thằn lằn trong họ Teiidae. Loài này được Mckinney, Kay & Anderson mô tả khoa học đầu tiên năm 1973.